# ساپنا پابی
ساپنا پابی (به انگلیسی: Sapna Pabbi) (زاده ۱۹۸۵) بازیگر انگلیسی است.
از کارهای معروف او می‌توان به بازی در فیلم رانندگی اشاره کرد.